# Michael Gagliano
Michael P. „Mike“ Gagliano (* 27. Mai 1985 auf Staten Island, New York City, New York) ist ein professioneller US-amerikanischer Pokerspieler. Er ist dreifacher Braceletgewinner der World Series of Poker.

## Persönliches
Gagliano machte an der Rutgers University in New Jersey einen Abschluss in Geologie. Er ist verheiratet, Vater eines Kindes und lebt in Rockaway.

## Pokerkarriere

### Werdegang
Gagliano spielt seit November 2006 Onlinepoker. Er nutzt die Nicknames Gags30 (PokerStars, Full Tilt Poker sowie Borgata Poker NJ), itWasThatOr0 (WSOP.com) und J3tBl@ckP0pe (PokerStars NJ). Der Amerikaner hat sich mit Turnierpoker mehr als 4,5 Millionen US-Dollar erspielt und stand im Jahr 2010 zeitweise unter den Top 40 des PokerStake-Rankings, das die erfolgreichsten Onlinepoker-Turnierspieler weltweit listet.
Seine erste Geldplatzierung bei einem Live-Pokerturnier erzielte Gagliano im Juni 2008 im Turning Stone Resort & Casino in Verona im US-Bundesstaat New York. Im Juni 2009 war er erstmals bei der World Series of Poker (WSOP) im Rio All-Suite Hotel and Casino in Paradise am Las Vegas Strip erfolgreich und kam bei zwei Turnieren der Variante No Limit Hold’em in die Geldränge. Bei der WSOP 2012 erreichte der Amerikaner seinen ersten WSOP-Finaltisch und beendete ein Event auf dem mit mehr als 80.000 US-Dollar dotierten siebten Rang. Anfang Dezember 2012 saß er am Finaltisch des Main Events der World Poker Tour in Prag und erhielt als Fünfter rund 80.000 Euro. An gleicher Stelle belegte Gagliano im selben Monat bei einem Side-Event der European Poker Tour den zweiten Platz und sicherte sich aufgrund eines Deals eine Auszahlung von 108.700 Euro. Mitte April 2013 wurde er bei den Borgata Spring Poker Open in Atlantic City ebenfalls Zweiter und erhielt knapp 170.000 US-Dollar. Drei Jahre später belegte der Amerikaner beim selben Turnier den dritten Rang und wurde mit knapp 130.000 US-Dollar ausbezahlt. Bei der WSOP 2016 gewann er ein Event und damit sein erstes Live-Turnier überhaupt. Dafür setzte sich Gagliano gegen 1044 andere Spieler durch und erhielt ein Bracelet sowie den Hauptpreis von knapp 450.000 US-Dollar. Ende Oktober 2016 gewann er auch das Big Stax 1100 in Bensalem mit einer Siegprämie von 105.000 US-Dollar. Bei der WSOP 2017 erzielte der Amerikaner fünf Geldplatzierungen und erreichte zwei Finaltische, was ihm Preisgelder von rund 250.000 US-Dollar einbrachte. Als aufgrund der COVID-19-Pandemie ab Juli 2020 erstmals die World Series of Poker Online (WSOPO) ausgespielt wurde, kam er auf der Plattform WSOP.com sechsmal auf die bezahlten Plätze. Bei der WSOPO 2022 gewann Gagliano beim Turbo Deepstack sein zweites Bracelet und sicherte sich den Hauptpreis von über 60.000 US-Dollar. Auch bei der WSOPO 2023 war er einmal siegreich und sicherte sich beim NLH 6-Max über 50.000 US-Dollar sowie sein drittes Bracelet.
Insgesamt hat sich Gagliano mit Poker bei Live-Turnieren mehr als 2 Millionen US-Dollar erspielt. Er betreibt eine Website, über die man Pokercoachings und -beratungen bei ihm buchen kann.

### Braceletübersicht
Gagliano kam bei der WSOP 49-mal ins Geld und gewann drei Bracelets:
| Jahr   | Buy-in (in $) | Turnier                                     | Teilnehmer | Preisgeld (in $) |
| ------ | ------------- | ------------------------------------------- | ---------- | ---------------- |
| 2016 O | 2500          | No-Limit Hold’em                            | 1045       | 448.463          |
| 2022 O | 1000          | WSOP.com – No-Limit Hold’em Turbo Deepstack | 0344       | 062.756          |
| 2023 O | 0500          | WSOP.com – NLH 6-Max                        | 0513       | 054.042          |